# Матл, Пётр Евгеньевич

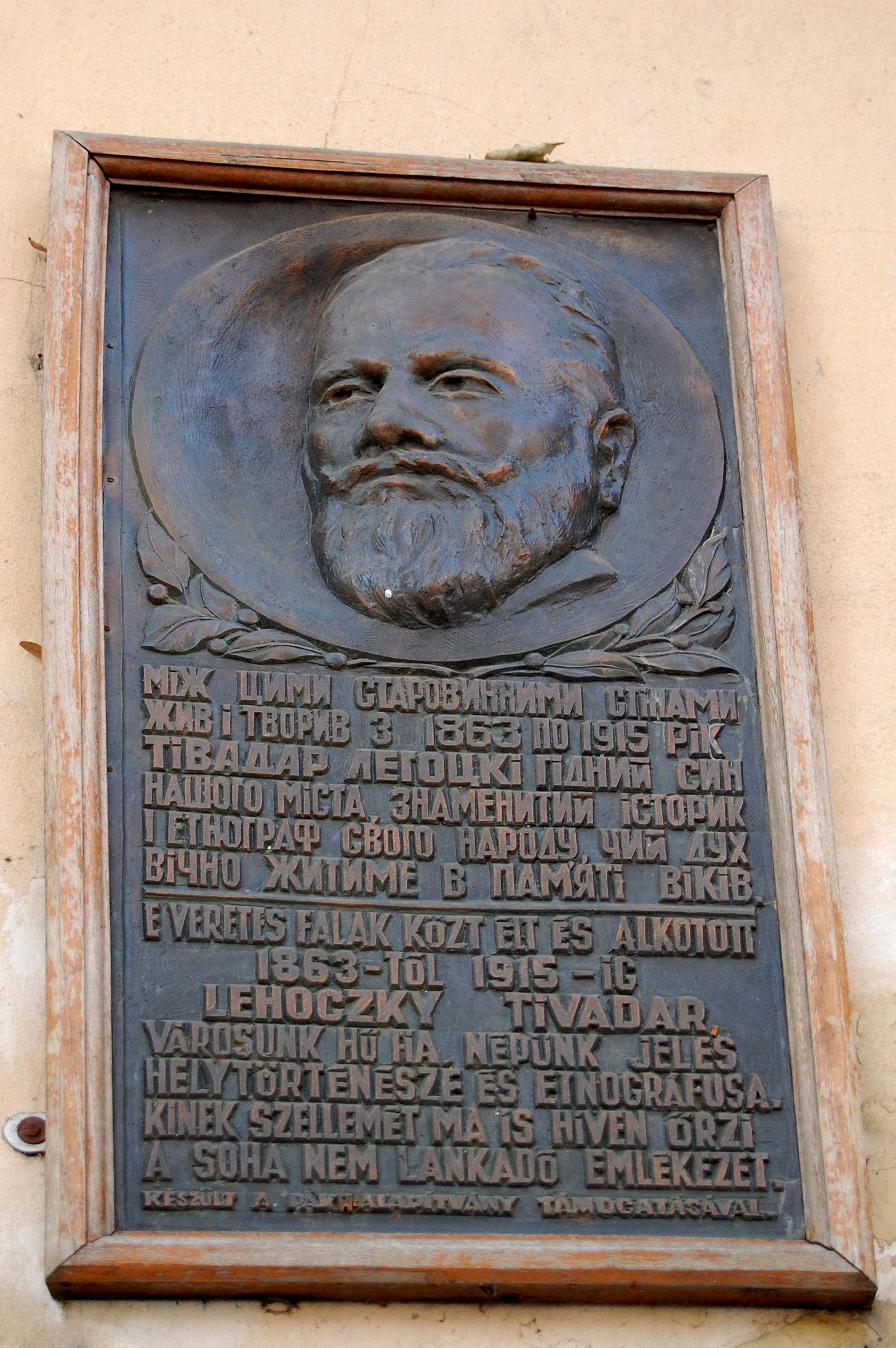
Мемориальная доска Тиводару Легоцкому в Мукачево на доме, где жил историк.

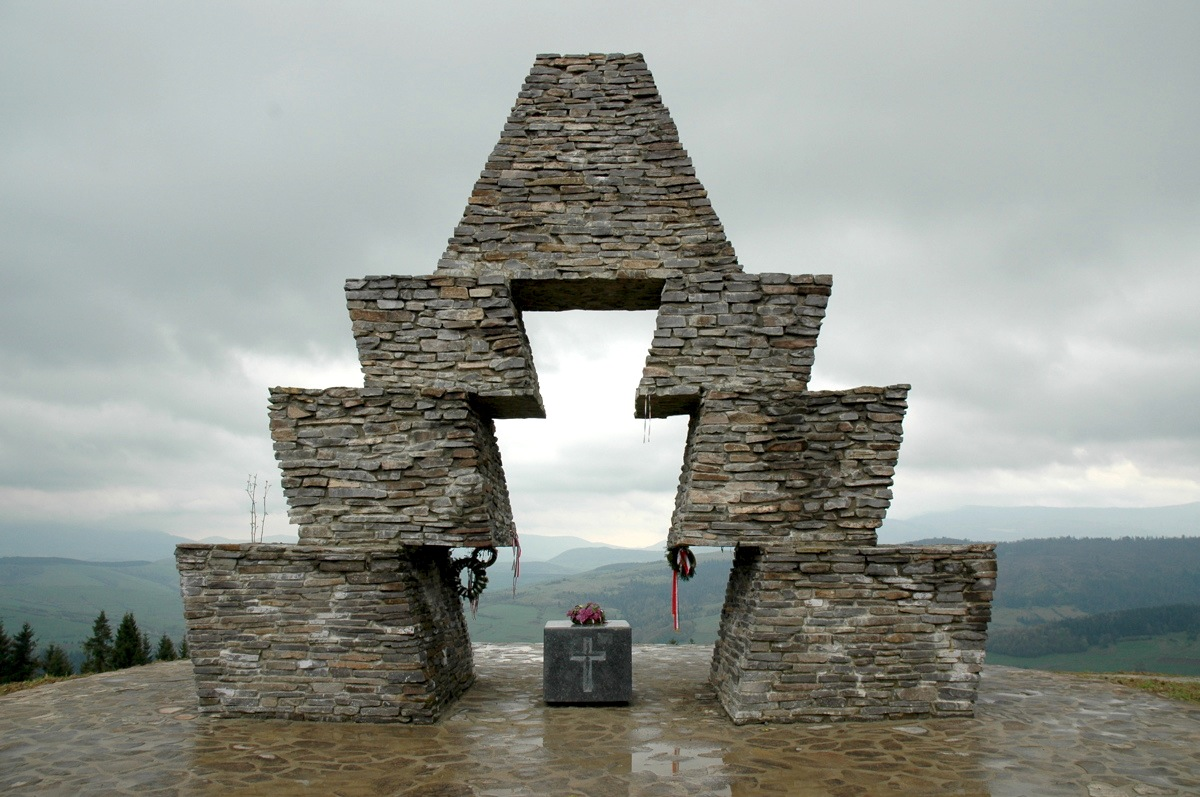
Памятный знак «Обретение венграми Родины»

Пётр Евгеньевич Матл (укр. Петро Євгенович Матл; венг. Péter Matl; род. 2 июля 1960 года, Мукачево, Закарпатская область, УССР) — украинский закарпатский скульптор. 
Пётр Матл член Национального союза художников Украины.

## Биография
Венгр по происхождению.
В 1979 году с отличием окончил факультет художественной керамики Ужгородского училища прикладного искусства (ныне Закарпатский художественный институт).
С 1979 года по 1985 год — художник-оформитель Закарпатского художественно-производственного комбината. С 1985 года по 1988 год — преподаватель художественной керамики в мукачевской гимназии. С 1989 года по 1993 год работал в Венгрии над созданием больших парковых скульптур из дерева.
С 1995 года — член объединения венгерских художников Закарпатья имени Имре Ревеса. С 1999 года — член Национального союза художников Украины.

## Творчество
Пётр Матл автор ряда монументальных памятников, скульптур, фонтанов, алтарей для сакральных сооружений, выполненных из дерева, камня и бронзы.
С 1970 года участвовал в нескольких национальных и международных художественных выставках и симпозиумах по скульптурному искусству: областных, республиканских, зарубежных (1981 год). Персональные выставки (годы) — в Ужгороде (1985, 1987, 2010), Мукачево (1985, 1988), Будапеште (1992, 2013—2014), Устад (Швеция, 1993), Мако (Венгрия, 2001), Киеве (2010). Работы П. Матла находятся сейчас в музеях и частных коллекциях Украины, Венгрии, Австрии, Чехии, Швеции, Франции, Японии, Германии и США.

### Избранные работы
- «Птицелов» (1984 год),
- «Трубач» (1986 год),
- «Птица корень квадратный» (1993 год),
- Мемориальная доска Тиводару Легоцкому на доме, где жил историк, а ныне живет Пëтр Матл (1995 год),
- «Фонтан любви» (1995 год),
- «Ангел-хранитель» (1997 год)
- Памятник Илоне Зриньи с сыном Ференцем II Ракоци в замке Паланок (Мукачево) (2006 год),
- Памятный знак в честь 1100-летия перехода венгров через Карпаты («Обретение венграми Родины») на Верецком перевале (2008 год) и другие.

## Награды
- Почëтная грамота за успехи в художественном творчестве (2000 год)
- Командор ордена Заслуг Венгрии за признание художественной деятельности (2003 год)[2].
- Лауреат Закарпатской областной художественной премии имени Шимона Холлоши (2006) за значительный вклад в художественную жизнь и сохранение закарпатского и всемирного художественного наследия венгров
- Орден премьер министра Венгрии (2006 год)
- Лауреат областной премии имени Иосифа Бокшая и Адальберта Эрдели в области изобразительного и декоративно-прикладного искусства (2007 год).